# Neohebestola luchopegnai
Neohebestola luchopegnai là một loài bọ cánh cứng trong họ Cerambycidae.